# دیرلتون
دیرلتون (به انگلیسی: Dirleton) یک روستا در بریتانیا است که در اسکاتلند واقع شده‌است.